# Janowiec (gmina)
Janowiec (do 1954 gmina Oblasy) – gmina wiejska w województwie lubelskim, w powiecie puławskim, z siedzibą w Janowcu. W latach 1975–1998 gmina położona była w województwie lubelskim.
Według danych z 30 czerwca 2004 gminę zamieszkiwało 3611 osób.
Podczas powodzi w czerwcu 2010 wezbrane wody Wisły przerwały wał przeciwpowodziowy. W wyniku tego zdarzenia zalane zostały miejscowości Janowice i Brześce oraz niżej położona część Janowca.

## Struktura powierzchni
Według danych z roku 2002 gmina Janowiec ma obszar 79 km², w tym:
- użytki rolne: 47%
- użytki leśne: 35%

Gmina stanowi 8,47% powierzchni powiatu.

## Demografia

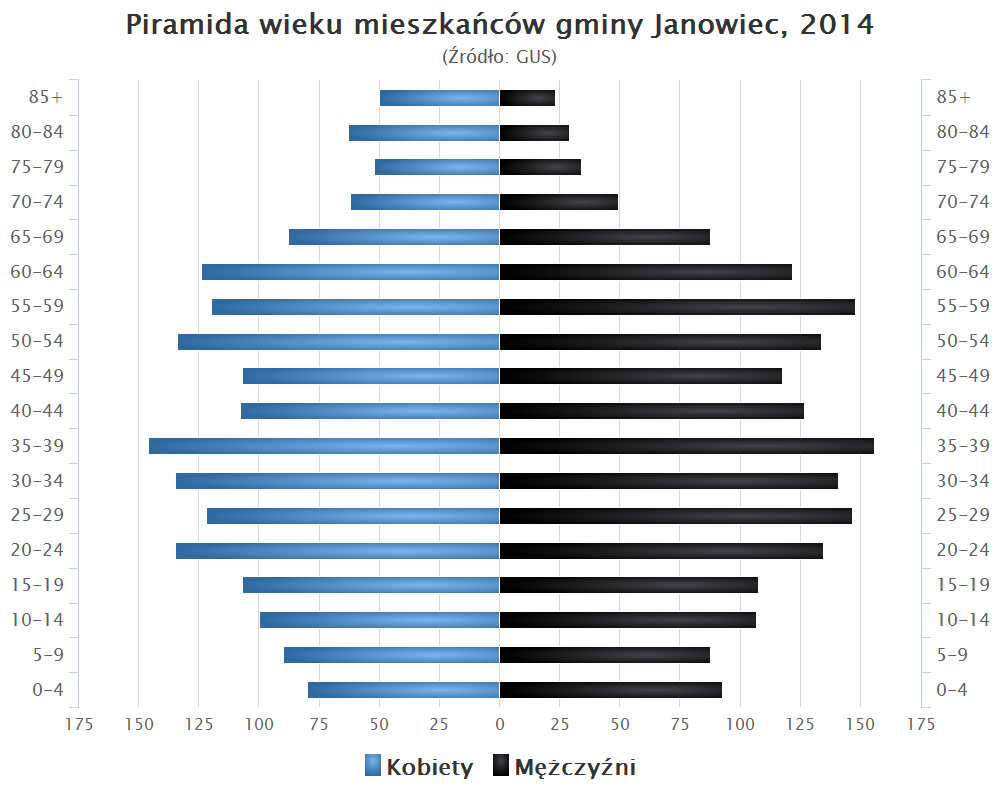
Piramida wieku mieszkańców gminy Janowiec w 2014 roku

Dane z 30 czerwca 2004:
| Opis                              | Ogółem | Ogółem | Kobiety | Kobiety | Mężczyźni | Mężczyźni |
| --------------------------------- | ------ | ------ | ------- | ------- | --------- | --------- |
| jednostka                         | osób   | %      | osób    | %       | osób      | %         |
| populacja                         | 3611   | 100    | 1792    | 49,6    | 1819      | 50,4      |
| gęstość zaludnienia (mieszk./km²) | 45,7   | 45,7   | 22,7    | 22,7    | 23        | 23        |

## Sołectwa
Brześce, Brześce-Kolonia, Janowice, Janowiec, Nasiłów, Oblasy, Trzcianki, Wojszyn.

## Sąsiednie gminy
Kazimierz Dolny, Przyłęk, gmina Puławy, miasto Puławy, Wilków.